# Liste der Nummer-eins-Hits in Spanien (1991)
Dies ist eine Liste der Nummer-eins-Hits in Spanien im Jahr 1991. Sie basiert auf den offiziellen Chartlisten der Asociación Fonográfica y Videográfica de España (AFYVE, heute Promusicae), der spanischen Landesgruppe der IFPI.

## Singles
| | Liste der Nummer-eins-Hits in Spanien | Liste der Nummer-eins-Hits in Spanien | Liste der Nummer-eins-Hits in Spanien                                                              | 1992 → |
| \| Zeitraum \| Wo. ges. \| Interpret \| Titel Autor(en) \| Zusätzliche Informationen \| \| (Zeitraum, Wochen auf Platz eins, Interpret, Titel, Autor[en], zusätzliche Informationen) \| \| \| \| \| \| ----------------------------------------------------------------------------------------- \| -------- \| ---------------------------------- \| -------------------------------------------------------------------------------------------------- \| ------------------------------------------------------------------------------------------------------------------------------------------------------------------------------------------------------------ \| \| 8. Dezember 1990 – 25. Januar 1991 7 Wochen \| 7 \| Londonbeat \| I’ve Been Thinking About You Jimmy Chambers, George Chandler, Jimmy Helms, Liam Henshall \| – \| \| 26. Januar 1991 – 15. März 1991 7 Wochen \| 7 \| Enigma \| Sadeness (Part I) M. C. Curly, F. Gregorian, David Fairstein \| – \| \| 16. März 1991 – 7. Juni 1991 12 Wochen \| 12 \| John Travolta & Olivia Newton-John \| The Grease Megamix Warren Casey, John Clifford Farrar, Jim Jacobs \| – \| \| 8. Juni 1991 – 28. Juni 1991 3 Wochen \| 3 \| Mecano \| El 7 de septiembre Ignacio Cano Andrés \| – \| \| 29. Juni 1991 – 12. Juli 1991 2 Wochen (insgesamt 7) \| 7 \| Crystal Waters \| Gypsy Woman Neal Brian Conway, Crystal Waters \| – \| \| 13. Juli 1991 – 19. Juli 1991 1 Woche \| 1 \| (Verschiedene Interpreten) \| Aquest any sí \| Nach dem Gewinn der spanischen Fußballmeisterschaft nahmen sechs Spieler des Dream Teams des FC Barcelona diese Benefizsingle auf, mit dabei: Alexanco, Bakero, Begiristain, Eusebio, Koeman und Laudrup.[1] \| \| 20. Juli 1991 – 23. August 1991 5 Wochen (insgesamt 7) \| 7 \| Crystal Waters \| Gypsy Woman Neal Brian Conway, Crystal Waters \| – \| \| 24. August 1991 – 20. September 1991 4 Wochen \| 4 \| Guns N’ Roses \| You Could Be Mine Axl Rose, Izzy Stradlin, Michael McKagan, Darren Reed, Mathew Sorum, Saul Hudson \| – \| \| 21. September 1991 – 8. November 1991 7 Wochen \| 7 \| Chimo Bayo \| Así me gusta a mí (x-ta sí, x-ta no) \| – \| \| 9. November 1991 – 15. November 1991 1 Woche \| 1 \| U2 \| The Fly Adam Clayton, David Evans, Paul Hewson, Laurence Mullen \| – \| \| 16. November 1991 – 12. Januar 1992 9 Wochen (insgesamt 11) \| 11 \| Michael Jackson \| Black or White Michael Jackson \| – \| |                                       |                                       | | |
| |                                       |                                       | | → 1992 → |
| Zeitraum | Wo. ges.                              | Interpret                             | Titel Autor(en)                                                                                    | Zusätzliche Informationen |
| (Zeitraum, Wochen auf Platz eins, Interpret, Titel, Autor[en], zusätzliche Informationen) |                                       |                                       | | |
| 8. Dezember 1990 – 25. Januar 1991 7 Wochen | 7                                     | Londonbeat                            | I’ve Been Thinking About You Jimmy Chambers, George Chandler, Jimmy Helms, Liam Henshall           | – |
| 26. Januar 1991 – 15. März 1991 7 Wochen | 7                                     | Enigma                                | Sadeness (Part I) M. C. Curly, F. Gregorian, David Fairstein                                       | – |
| 16. März 1991 – 7. Juni 1991 12 Wochen | 12                                    | John Travolta & Olivia Newton-John    | The Grease Megamix Warren Casey, John Clifford Farrar, Jim Jacobs                                  | – |
| 8. Juni 1991 – 28. Juni 1991 3 Wochen | 3                                     | Mecano                                | El 7 de septiembre Ignacio Cano Andrés                                                             | – |
| 29. Juni 1991 – 12. Juli 1991 2 Wochen (insgesamt 7) | 7                                     | Crystal Waters                        | Gypsy Woman Neal Brian Conway, Crystal Waters                                                      | – |
| 13. Juli 1991 – 19. Juli 1991 1 Woche | 1                                     | (Verschiedene Interpreten)            | Aquest any sí                                                                                      | Nach dem Gewinn der spanischen Fußballmeisterschaft nahmen sechs Spieler des Dream Teams des FC Barcelona diese Benefizsingle auf, mit dabei: Alexanco, Bakero, Begiristain, Eusebio, Koeman und Laudrup. |
| 20. Juli 1991 – 23. August 1991 5 Wochen (insgesamt 7) | 7                                     | Crystal Waters                        | Gypsy Woman Neal Brian Conway, Crystal Waters                                                      | – |
| 24. August 1991 – 20. September 1991 4 Wochen | 4                                     | Guns N’ Roses                         | You Could Be Mine Axl Rose, Izzy Stradlin, Michael McKagan, Darren Reed, Mathew Sorum, Saul Hudson | – |
| 21. September 1991 – 8. November 1991 7 Wochen | 7                                     | Chimo Bayo                            | Así me gusta a mí (x-ta sí, x-ta no)                                                               | – |
| 9. November 1991 – 15. November 1991 1 Woche | 1                                     | U2                                    | The Fly Adam Clayton, David Evans, Paul Hewson, Laurence Mullen                                    | – |
| 16. November 1991 – 12. Januar 1992 9 Wochen (insgesamt 11) | 11                                    | Michael Jackson                       | Black or White Michael Jackson                                                                     | – |

## Alben
| | Liste der Nummer-eins-Hits in Spanien | Liste der Nummer-eins-Hits in Spanien | Liste der Nummer-eins-Hits in Spanien                   | 1992 →                    |
| \| Zeitraum \| Wo. ges. \| Interpret \| Titel \| Zusätzliche Informationen \| \| (Zeitraum, Wochen auf Platz eins, Interpret, Titel, zusätzliche Informationen) \| \| \| \| \| \| ------------------------------------------------------------------------------ \| -------- \| -------------------------- \| ------------------------------------------------------- \| ------------------------- \| \| 19. November 1990 – 3. Februar 1991 11 Wochen \| 11 \| Elton John \| The Very Best of Elton John \| – \| \| 4. Februar 1991 – 17. Februar 1991 2 Wochen \| 2 \| Héroes del Silencio \| Senderos de traición \| – \| \| 18. Februar 1991 – 3. März 1991 2 Wochen \| 2 \| Enigma \| MCMXC a.D. \| – \| \| 4. März 1991 – 10. März 1991 1 Woche (insgesamt 9) \| 9 \| Juan Luis Guerra \| Bachata rosa \| – \| \| 11. März 1991 – 17. März 1991 1 Woche \| 1 \| (Verschiedene Interpreten) \| Las mejores baladas \| – \| \| 18. März 1991 – 5. Mai 1991 7 Wochen (insgesamt 9) \| 9 \| Juan Luis Guerra \| Bachata rosa \| – \| \| 6. Mai 1991 – 2. Juni 1991 4 Wochen \| 4 \| (Soundtrack) \| Grease: The Original Soundtrack from the Motion Picture \| – \| \| 3. Juni 1991 – 9. Juni 1991 1 Woche (insgesamt 9) \| 9 \| Juan Luis Guerra \| Bachata rosa \| – \| \| 10. Juni 1991 – 8. September 1991 13 Wochen \| 13 \| Mecano \| Aidalai \| – \| \| 9. September 1991 – 27. Oktober 1991 7 Wochen \| 7 \| Dire Straits \| On Every Street \| – \| \| 28. Oktober 1991 – 3. November 1991 1 Woche \| 1 \| Bee Gees \| The Bee Gees Story \| – \| \| 4. November 1991 – 17. November 1991 2 Wochen \| 2 \| (Verschiedene Interpreten) \| Bolero Mix 8 \| – \| \| 18. November 1991 – 15. Dezember 1991 4 Wochen \| 4 \| Michael Jackson \| Dangerous \| – \| \| 16. Dezember 1991 – 5. Januar 1992 3 Wochen \| 3 \| (Verschiedene Interpreten) \| Noches de blanco saten \| – \| |                                       |                                       |                                                         |                           |
| |                                       |                                       |                                                         | → 1992 →                  |
| Zeitraum | Wo. ges.                              | Interpret                             | Titel                                                   | Zusätzliche Informationen |
| (Zeitraum, Wochen auf Platz eins, Interpret, Titel, zusätzliche Informationen) |                                       |                                       |                                                         |                           |
| 19. November 1990 – 3. Februar 1991 11 Wochen | 11                                    | Elton John                            | The Very Best of Elton John                             | –                         |
| 4. Februar 1991 – 17. Februar 1991 2 Wochen | 2                                     | Héroes del Silencio                   | Senderos de traición                                    | –                         |
| 18. Februar 1991 – 3. März 1991 2 Wochen | 2                                     | Enigma                                | MCMXC a.D.                                              | –                         |
| 4. März 1991 – 10. März 1991 1 Woche (insgesamt 9) | 9                                     | Juan Luis Guerra                      | Bachata rosa                                            | –                         |
| 11. März 1991 – 17. März 1991 1 Woche | 1                                     | (Verschiedene Interpreten)            | Las mejores baladas                                     | –                         |
| 18. März 1991 – 5. Mai 1991 7 Wochen (insgesamt 9) | 9                                     | Juan Luis Guerra                      | Bachata rosa                                            | –                         |
| 6. Mai 1991 – 2. Juni 1991 4 Wochen | 4                                     | (Soundtrack)                          | Grease: The Original Soundtrack from the Motion Picture | –                         |
| 3. Juni 1991 – 9. Juni 1991 1 Woche (insgesamt 9) | 9                                     | Juan Luis Guerra                      | Bachata rosa                                            | –                         |
| 10. Juni 1991 – 8. September 1991 13 Wochen | 13                                    | Mecano                                | Aidalai                                                 | –                         |
| 9. September 1991 – 27. Oktober 1991 7 Wochen | 7                                     | Dire Straits                          | On Every Street                                         | –                         |
| 28. Oktober 1991 – 3. November 1991 1 Woche | 1                                     | Bee Gees                              | The Bee Gees Story                                      | –                         |
| 4. November 1991 – 17. November 1991 2 Wochen | 2                                     | (Verschiedene Interpreten)            | Bolero Mix 8                                            | –                         |
| 18. November 1991 – 15. Dezember 1991 4 Wochen | 4                                     | Michael Jackson                       | Dangerous                                               | –                         |
| 16. Dezember 1991 – 5. Januar 1992 3 Wochen | 3                                     | (Verschiedene Interpreten)            | Noches de blanco saten                                  | –                         |